# Van Moskou tot Moermansk
Van Moskou tot Moermansk is een documentaireserie voor de Nederlandse televisie over Rusland.
De achtdelige serie werd gepresenteerd door Jelle Brandt Corstius en van 21 februari tot en met 11 april 2010 uitgezonden op Nederland 2 door de VPRO. Het was de opvolger van Van Moskou tot Magadan uit 2009. De series gaan over thema's die het leven van gewone Rus domineren. De series werden geproduceerd door de Amsterdamse productiemaatschappij "De Haaien", regie en camera waren in handen van Hans Pool, en Gert-Jan Hox was uitvoerend producent en deed de eindredactie.

## Inhoud en afleveringen
De eerste serie was meer oost-west gericht en afleveringen spitsten zich vooral toe op regio's. In deze tweede serie reist Brandt Corstius met eigen vervoer langs de Wolga, de grootste rivier van Rusland. Afleveringen gaan meer dan in de vorige serie in op een specifiek onderwerp per aflevering, waarbij gekozen is voor de wat onbekendere kanten van het land. De opnames van deze serie zijn onderbroken geweest omdat Brandt Corstius op het ijs bij de stad Moermansk was uitgegleden en een ruggenwervel had gekneusd.
1. "Crisis aan de Volga" (Nizjni Novgorod), over de GAZ-autofabriek en de ondergang van de industrie
2. "De erfenis" (Dzerzjinsk), over de enorme milieuverontreiniging in delen van Rusland
3. "Moeder Rusland" (Volgograd), over Russische vrouwen die het vaak alleen moeten rooien
4. "Nieuwe censuur" (Moskou), over censuur, corruptie, en de moorden op kritische journalisten als  Anna Politkovskaja
5. "Het beeld van Lenin" (Sint-Petersburg), over het ideologisch vacuüm ontstaan na de val van het communisme
6. "De geest uit de fles" (Vologda), over wodka, de tradities daarbij en de problemen die alcoholgebruik veroorzaakt
7. "Soldatenoffer" (Moermansk), over het Russische leger, de dienstplicht en de ontgroeningen
8. "Afscheid van Rusland" (Moskou), Brandt Corstius neemt afscheid van onder meer de Metro van Moskou en de Russisch-Orthodoxe Kerk